# Thangam Debbonaire
Thangam Elizabeth Rachel Debbonaire, née Singh ; le 3 août 1966 à Peterborough, est une femme politique britannique, membre du Parti travailliste.
De 2021 à 2024, elle occupe le poste de Leader fantôme de la Chambre des communes après avoir été Secrétaire d'État au logement du cabinet fantôme de 2020 à 2021. Elle est députée de Bristol West de 2015 à 2024.
En janvier 2016, elle est nommée ministre fantôme des Arts et de la Culture jusqu'à sa démission le 27 juin 2016 en raison de son manque de confiance dans le chef du parti travailliste, Jeremy Corbyn. Elle est nommée whip en octobre de cette année-là, avant d'être nommée ministre de l'ombre du Brexit en janvier 2020. Elle entre à la chambre des Lords en février 2025.

## Jeunesse et éducation
Debbonaire est née à Peterborough le 3 août 1966 d'un père d'origine tamoule indienne et sri-lankaise et d'une mère anglaise,. Elle fait ses études dans deux écoles indépendantes, la Bradford Girls 'Grammar School et la Chetham's School of Music. Elle obtient un diplôme en mathématiques à l'Université d'Oxford tout en suivant une formation de violoncelliste au Royal College of Music. Par la suite, elle obtient une maîtrise en gestion, développement et responsabilité sociale à l'Université de Bristol.
Dans la vingtaine, elle change son nom de Singh à Debbonaire. C'est un nom emprunté à un proche de son premier mariage, a-t-elle expliqué.

## Début de carrière
Avant de devenir députée, elle est violoncelliste classique, notamment pour le Royal Liverpool Philharmonic Orchestra,. Elle travaille pour la Fédération de l'aide aux femmes d'Angleterre, pour laquelle elle déménage à St Werburghs à Bristol en 1991 et plus tard comme agent d'accréditation, gestionnaire de collecte de fonds, puis directeur national de recherche pour le respect, une organisation anti-violence domestique.
Elle co-écrit deux livres et un certain nombre d'articles sur la violence domestique. En 2004, Debbonaire et son mari, Kevin Walton, ont co-écrit (avec Emilie Debbonaire) un rapport pour le ministère irlandais de la Justice, de l'Égalité et de la Réforme du droit intitulé Évaluation du travail avec les abuseurs domestiques en Irlande,.

## Carrière parlementaire
Aux élections générales de 2015, elle est sélectionnée comme candidate travailliste via une liste restreinte de femmes pour la circonscription de Bristol West. Elle est élue avec une majorité de 5 673 voix, battant le député libéral démocrate sortant Stephen Williams, qui termine à la troisième place après le Parti vert.
Debbonaire reçoit un diagnostic de cancer du sein le 16 juin 2015.
Au cours de sa période de traitement, elle est nommée ministre des Arts et de la Culture de l'ombre par Jeremy Corbyn. Selon Debbonaire, elle apprend sa désignation lorsqu'un journaliste la contacte à l'hôpital.
Debbonaire démissionne de ses fonctions le 27 juin 2016 à la suite d'une série d'autres démissions, affirmant qu'elle ne pense pas que Corbyn soit la bonne personne pour diriger le Parti travailliste aux élections suivantes. Elle s'oppose également à l'appel de Corbyn pour que l'article 50 soit déclenché le lendemain du référendum sur l'Union européenne. Debbonaire soutient Owen Smith lors de l'élection à la direction travailliste de 2016. Après que Corbyn ait battu Smith, le 12 octobre 2016, Debbonaire accepte un poste en tant que whip de l'ombre dans l'équipe de Corbyn.
Debbonaire est réélue aux élections générales de 2017 avec une majorité accrue de 37 336 voix malgré la pression des Verts, qui ciblaient sa circonscription.
Debbonaire se décrit comme une "socialiste du nord de l'Europe - une socialiste démocratique". Elle soutient le "capitalisme enchaîné".
Avant le référendum de 2016 sur l'adhésion du Royaume-Uni à l'Union européenne, Debbonaire soutient le maintien dans l'UE. Bristol West vote pour rester dans l'Union européenne à 79,3%; il s'agit du troisième résultat le plus élevé pour la campagne Remain par circonscription parlementaire.
Elle est nommée pair à vie, et entre à la chambre des Lords le 7 février 2025.

## Vie privée
Debbonaire est mariée à Kevin Walton, chanteur d'opéra, ancien acteur et directeur d'Ark Stichting, une organisation caritative d'Amsterdam qui travaille avec des enfants ayant des besoins éducatifs spéciaux.
Depuis son traitement contre le cancer du sein, Debbonaire boit très peu d'alcool, est végétalienne.